# Herbert Kickl
Herbert Kickl   (Villach, 19 d'octubre de 1968) és un polític austríac i líder del Partit de la Llibertat d’Àustria (FPÖ) des de juny de 2021. Va ser ministre de l’Interior entre 2017 i 2019 i secretari general del FPÖ de 2005 a 2018. Ha estat descrit com un polític d’ultradreta, personatge extremadament radical dins del mateix FPÖ i de filiació prorussa.
Kickl va destacar com a estrateg electoral i escriptor de discursos per a Jörg Haider als anys 2000. Durant el seu mandat com a ministre de l’Interior, va impulsar polítiques controvertides, incloent una batuda al servei d’intel·ligència austríac i propostes de control estricte sobre els refugiats, que van generar acusacions de vulnerar l’estat de dret. Va ser destituït del càrrec el 2019 arran de l’escàndol d’Eivissa, tot i no estar personalment implicat.
Després, va liderar el grup parlamentari del FPÖ i es va posicionar com una figura destacada del partit, adoptant una línia dura en temes com la immigració i oposant-se a les mesures contra la COVID-19. El 2024, el FPÖ va obtenir la majoria relativa a les eleccions legislatives, però no va aconseguir formar govern.